# Xã Sharon, Quận Franklin, Ohio
Xã Sharon (tiếng Anh: Sharon Township) là một xã thuộc quận Franklin, tiểu bang Ohio, Hoa Kỳ. Năm 2010, dân số của xã này là 15.969 người.